# Tree Adams
Tree Adams (...) è un compositore statunitense.

## Filmografia parziale

### Cinema
- Keith, regia di Todd Kessler (2008)
- Redemption Road, regia di Mario Van Peebles (2010)
- All Things Fall Apart, regia di Mario Van Peebles (2011)
- We the Party, regia di Mario Van Peebles (2012)
- Reach Me - La strada per il successo (Reach Me), regia di John Herzfeld (2014)

### Televisione
- Reba - serie TV, 35 episodi (2005-2007)
- Californication - serie TV, 84 episodi (2007-2014)
- Canterbury's Law - serie TV, 1 episodio (2008)
- The Middleman - serie TV, 12 episodi (2008)
- In Plain Sight - Protezione testimoni (In Plain Sight) - serie TV, 15 episodi (2009)
- The Booth at the End - serie TV, 5 episodi (2010)
- La strana coppia (The Good Guys) - serie TV, 11 episodi (2010)
- Perception - serie TV, 37 episodi (2012-2015)
- Franklin & Bash - serie TV, 10 episodi (2014)
- Sirens - serie TV, 23 episodi (2014-2015)
- The Lizzie Borden Chronicles - miniserie TV, 8 puntate (2015)
- Legends - serie TV, 10 episodi (2015)
- The 100 - serie TV, 57 episodi (2016-2020)
- NCIS: New Orleans - serie TV, 84 episodi (2017-2021)
- NCIS: Hawai'i - serie TV, 54 episodi (2021-2024)

## Premi
- BMI Film & TV Award
  - vinto nel 2010 per Californication, in collaborazione con Tyler Bates.[2]
  - vinto nel 2014 per Perception.[3]